# Мианмар
Република Съюз Мианмар (на бирмански: ပြည်ထောင်စုသမ္မတမြန်မာနိုင်ငံတော်, накратко Мианмар или Мианма; преди известна като Бирмански съюз или Бирма) е държава в Югоизточна Азия с обширна територия. На север граничи с Китай, на изток – с Лаос, на югоизток – с Тайланд, на запад – с Бангладеш и на северозапад – с Индия. Страната има над 2000 km брегова ивица на Индийския океан, (Андаманско море и Бенгалски залив). През 1989 г. официално сменя наименованието си от английското Бирма на бирманското Мианмар (заедно с това и английските наименования на много градове и местности, вкл. това на тогавашната си столица – от Рангун на Янгон).

## История
Първоначално на територията на днешен Мианмар са съществували няколко държави, като най-известна е Паган или Баган (съществувала през 11 век), а държавите Ава, Пегу, Таунгу в продължение на 5 века се борят за обединението на територията – всяка под своята власт. Около 17 век Ава успява и обединява териториите и на останалите царства, което прави Бирма една от най-големите държави в Югоизточна Азия.
Доминацията на страната в региона продължава до началото на 19 век. След последвалите 3 колониални войни – първата през периода 1824 – 1826 г., втората през 1852 – 1853 г. и третата война през 1885 г. В резултат на последната война Великобритания завладява Бирма и я включва в състава на Британска Индия. Процесът, довеждащ до независимостта на Бирма през 1948 г., е съпроводен от освободително въстание от 1930 до 1932 г. (когато Великобритания отделя Бирма от Индия) и окупацията ѝ от японските войски в периода 1941 – 1945 г., съпътствана от тежката Бирманска кампания на Втората световна война.
Мианмар е член на ООН от 1948 г.
Като република с демократично управление, Бирма просъществува едва 14 години – до 1962 г., когато генерал У Не Вин извършва военен преврат. Не Вин управлява страната в продължение на 26 години, налага реформи, създава Партията на бирманската социалистическа програма, революционен съвет, който обнародва политическата декларация „Бирмански път към социализма“. Този режим представлява смесица от марксизъм-ленинизъм, будизъм и нумерология. В резултат на управлението му през 1974 г. Бирма е провъзгласена за Социалистическа република Бирмански съюз. През целия период от 1948 г. до преврата през 1988 г. страната е разкъсвана от въоръжени борби срещу правителството на Не Вин. Репресивната политика води до политическа криза.
Едно от най-кървавите събития е т.нар. Въстание 8888, станало на 8 август 1988. Тогава неколкодневните протести на студенти, учители и лекари са потушени със стрелба от страна на армията. Загиват над 10 000 души в цялата страна, повечето от които жени и деца. На парламентарните избори през 1990 г. опозиционната Национална лига за демокрация и нейният лидер Аун Сан Су Чи печелят мнозинство с 80%, но военните отказват да предадат властта и налагат в страната военна хунта под ръководството на генерал Тан Шве (от 1992 г.) Авторитарното военно управление се запазва, но в същото време се засилва борбата с корупцията и намалява държавният контрол върху икономиката.

## Политическо устройство
Страната от 1962 г. се намира под управлението на военните. През април 2008 г. Държавният съвет на мира и развитието огласява новата конституция на Мианмар. Основният ѝ принцип е „дисциплинирана, процъфтяваща демокрация“. Според тази конституция една четвърт от депутатските места в парламента на Мианмар са запазени за военните. Настоящият глава на държавата – Тхин Чжо, встъпва в длъжността президент на 30 март 2016 г.
Законът за извънредното положение, действащ в страната около 60 години, е отменен с постановление на президента.

## Държавно устройство

### Въоръжени сили
Мианмарската армия (официално Татмадо) е на 12-о място в света по численост – близо 430 000 души. Основните клонове са сухопътни войски, военновъздушни сили и военноморски флот, а второстепенните са полиция, народна милиция и гранични войски. Армията е професионална, но правителството има правомощия да въведе наборна служба, ако националната сигурност е застрашена. Бюджетът ѝ възлиза на 7,07 млрд. щ.д. към 2005 г., или 2,1% от БВП. В годините от независимостта на страната до днес Татмадо активно участва в сражения с бунтовнически групировки и армии на наркокартели, както и потушаване на въстания срещу правителството.
Основни предизвикателства са премахването на корупцията и провеждане на модернизация. Голяма част от оръжията са от Втората световна война. Военновъздушните сили разполагат със съвсем малко модерни изтребители МиГ-29 и 40 остарели китайски Чънду J-7. След 2000 г. правителството заделя средства за купуване на по-нови оръжия, като ЗРК Бук-М1-2 и самоходни оръдия Нора Б-52. Според договор, сключен с Украйна, Мианмар ще произведе за собствени нужди 1000 бронетранспортьора БТР-3У до 2013 г.

### Сведения за ядрена програма
Между 2007 и 2010 г. се появяват редица сведения, че страната е дала началото на собствена ядрена програма за военни цели. Според двама бивши високопоставени военни от Татмадо, цитирани от австралийския вестник Сидни морнинг херълд, страната планира да се сдобие с атомно оръжие до 2014 г. През 2007 г. Русия подписва договор с Мианмар за изграждане на ядрен център, вкл. доставка и конструкция на леководен 10-мегаватов изследователски реактор с ядро от 20% обогатен уран-235, хранилище за отпадъци, лаборатория за медицински изотопи и други.
През лятото на 2010 г. опасенията за военна ядрена програма на Мианмар се потвърждават от тайни документи, изнесени от бившия мианмарски майор Сай Тен Вин. Според документите и последвалия им анализ от военния тръст Jane's, към 2010 г. Мианмар не разполага с необходимите технологии, данни и ноу-хау, за да започне работа по ядрено оръжие, но със сигурност работи по създаването на такъв потенциал. Според доклад на ООН един от основните партньори по ядрената програма на страната е Северна Корея, която също доставя ядрени и ракетни технологии на Сирия и Иран. Снимкови материали показват севернокорейски експерти и военни съветници, които помагат в изграждането на укрепени подземни тунели и бункери в Мианмар. Мианмарското правителство не отрича икономическо сътрудничество с КНДР, но твърдо отхвърля обвиненията, че разработва атомно оръжие.

## Административно деление
Мианмар е разделена на 7 щата и 7 административни области, които са подразделени на райони.
Административни области
1. Иравади
2. Баго
3. Магуе
4. Мандалай
5. Сикайн
6. Танинтайи
7. Янгон
Щати
8. Чин
9. Качин
10. Кая
11. Кайин
12. Мон
13. Ракхайн
14. Шан

## Икономика
Макар и изключително богата на природни ресурси, Мианмар се нарежда сред най-слабо развитите страни в света и е най-бавно развиващата се в Югоизточна Азия. Мианмар има планова икономика.
Под британско управление страната е била най-големият производител на ориз в света и сред най-богатите на петрол британски колонии. След независимостта си обаче страната постепенно започва да отслабва в икономически план заради зле планираните и осъществени икономически реформи. През 1948 г. министър-председателят У Ну създава план да превърне Бирма в „страна на благоденствието“ чрез планова икономика в рамките на демократично управление. Развалените отношения с Великобритания, както и състоянието на световната икономика след Втората световна война обаче осуетяват тези планове. Износът на ориз се срива с 96%, а на минерали и метали – с над 2/3. След преврата през 1962 г. е въведен т.нар. „Бирмански път към социализма“, който води до национализация на всички отрасли с изключение на земеделието. Провалът и на тази политика превръща Бирма в една от най-бедните държави в света, увеличава инфлацията и безработицата. През 1987 г. положението се е влошило достатъчно, за да бъде причислена към списъка на ООН на най-слабо развитите страни в света.
През 1988 г., със свалянето на У Не Вин от власт, Мианмар започва да изоставя неуспешно построената си социалистическа система, но контролът на правителството върху стопанската дейност остава затегнат. Позволена е частна икономическа дейност, тъй като има нужда от по-голям запас твърда валута, както и чужди инвестиции, които да подпомогнат икономиката. Въпреки това икономическата свобода в страната е оценена като най-слабата в Азия – по този показател Мианмар се нарежда на една позиция със Северна Корея. Националната валута се нарича кият и съществува в две разновидности, подобна на кубинското песо. Курсът на кията по пазарите обаче е близо 200 пъти по-слаб отколкото определеният от правителството. Огромен проблем продължава да е инфлацията, която между 2005 и 2007 г. се оценява на 30,1%, и е главната причина за икономическата криза в страната. Негативен ефект оказват търговските санкции на Европейския съюз, както и забраната за износ на продукти за САЩ. От друга страна Китай и Индия инвестират усилено в Мианмар. Други големи инвеститори са Тайланд, Сингапур и Южна Корея.
Интерес към големите находища на нефт и природен газ проявяват компании от Русия, Китай, Индия и Тайланд.
Мианмар изнася ориз, юта, каучук и скъпоценни камъни (рубини, сапфири). Близо 98% от земеделските площи са оризища. Изнася се и опиум, извличан от мака, отглеждан между Лаос и Камбоджа под контрола на трафиканти на наркотици.

## География
Мианмар е разположена в северозападната част на полуостров Индокитай, край Бенгалския залив и Андаманско море. Има площ 677 хил. km2. Граничи (в km) с Бангладеш (244), Индия (1539), Лаос (235), Тайланд (2115) и Китай (2347). Бреговата ѝ линия с Индийския океан е 1385 km. По-голяма част от територията ѝ е с планински релеф. На запад – планините Аракан Йома, на север – крайните южни разклонения на Тибет с най-висок връх Кхакаборази – 5881 m, на изток – платото Шан. Равнинна местност е централната и южна част на страната, където е равнината Иравади. Земята на Мианмар е богата на калаена руда, волфрам, цинк и нефт. Климатът е предимно тропичен. По-големи реки са: Иравади, Салуин, Чиндуин.

## Население
Страната има население 53,6 милиона жители, около 2/3 от които са етнически бирманци. Гъстотата на населението е 76,2 д/km2. Естественият прираст е положителен (21). Средна продължителност на живота: мъже – 57 г., жени – 62 г.

### Религия
81,6% – будисти (от клона тхеравада, още наричан хинаяна), християни – 5,8%, мюсюлмани (сунити) – 5,2%, индуисти – 0,9%, конфуцианци и даоисти – 0,2%, местни традиционни вярвания и култове – 6,3%

### Език
Официалният език е бирмански. Други – английски, каренски, шански.